# Lesław Lic
Lesław Lic (ur. 22 marca 1930 w Przemyślu, zm. 27 grudnia 2021 w Krakowie) – polski muzyk, aranżer, kompozytor muzyki teatralnej i filmowej, członek kwintetu i sekstetu Andrzeja Kurylewicza, członek zespołu Melomani, w latach 1979–1982 kierownik muzyczny Teatru im. Juliusza Słowackiego w Krakowie, wieloletni członek zespołu Filharmonii Krakowskiej, członek orkiestry Polskiego Radia, taper, akompaniator, wykładowca PWSM i PWST w Krakowie, publicysta muzyczny, współtwórca Kabaretu Jama Michalika.

## Życiorys
Urodził się w Przemyślu. Jego dziadek był potomkiem szwedzkiego jeńca z okresu Potopu szwedzkiego, osiedlonego w osadzie Żołynia, w okolicach Leżajska, robiącego buty dla polskiego wojska. Ojciec Lesława był nauczycielem historii w przemyskim gimnazjum.
Z muzyką miał związek od najmłodszych lat. Był muzycznym samoukiem. W wieku 5 lat podsłuchiwał trio (pierwsze skrzypce, drugie skrzypce i kontrabas) klezmerów muzykujących co niedzielę na przemyskim zamku, a także orkiestrę 5 Pułku Strzelców Podhalańskich koncertującą na przemyskim rynku. W wieku 6 lat odnotował pierwszy występ. Jako 15-latek utrzymywał rodzinę grając m.in. na żydowskich weselach. W Przemyślu poznawał także grę na organach.
Do Krakowa przyjechał w 1948 na studia na Wydziale Historycznym UJ. Studia ukończył, ale tego zawodu historyka nie praktykował. Równolegle ze studiami uczęszczał bowiem do średniej szkoły muzycznej i uczył się gry na fortepianie oraz na klarnecie. I z muzyką wiązał swoje życie. Utrzymywał się z grania. Lesław Lic ukończył także studia muzyczne na wydziale instrumentów dętych krakowskiej Państwowej Wyższej Szkoły Muzycznej. Po latach pracy wrócił do swej macierzystej uczelni i założył klasę saksofonu klasycznego.
Grał na klarnecie i na organach kinowych w kwintecie i sekstecie Andrzeja Kurylewicza, w Melomanach oraz w jazzbandach, był członkiem orkiestry Polskiego Radia, korepetytorem chóru (i dyrygentem) krakowskiej rozgłośni Polskiego Radia, był członkiem zespołu Filharmonii Krakowskiej i Opery Krakowskiej.  W 1958 był chórmistrzem w Zespole Pieśni i Tańca AGH „Krakus”. W 1960 roku współtworzył krakowski Kabaret Jama Michalika. Z kabaretem tym był związany przez 30 lat. Był wieloletnim korespondentem muzycznym tygodnika „Przekrój”.
W latach 1979–1982 był kierownikiem muzycznym Teatru im. Juliusza Słowackiego w Krakowie.
Był wytrawnym taperem. Od wielu lat towarzyszył w tej roli Festiwalowi Filmu Niemego (w krakowskim Pałacu „Pod Baranami”) improwizując do starych arcydzieł kinowych z epoki przeddźwiękowej. W 2009 został wyróżniony Złotą Kłódką na 11. Festiwalu Filmu Niemego.
Aktywności muzycznej nie zakończył wraz z przejściem na emeryturę. Przez 3 lata wykonywał tzw. muzykę kurortową z niemiecką orkiestrą zdrojową, oraz w orkiestrze w Szczawnicy. Kontynuował też współpracę z krakowską PWST jako akompaniator. Brał też udział w spektaklach Starego Teatru: „Ja jestem Żyd z Wesela” oraz „Babski wybór, czyli opowieści Kazimierza Tetmajera”.
Zmarł w Krakowie 27 grudnia 2021.

## Publikacje
Był autorem publikacji muzycznych:
- Lesław Lic, Tadeusz Dobrzański, Irena Garztecka, Jerzy Kaszycki: Piosenki i ballady. Na głos i gitarę (Z repertuaru Marty Stebnickiej). Polskie Wydawnictwo Muzyczne: 1964. Brak numerów stron w książce,
- Lesław Lic: 15 ćwiczeń na klarnet = 15 exercises for clarinet = 15 Übungen für Klarinette = 15 exercises pour clarinette. Polskie Wydawnictwo Muzyczne: Kraków, 1991, s. 31. ISBN 83-224-1037-9.,
- Lesław Lic: Popularna szkoła na klarnet : z 12 ilustracjami i 2 tablicami. Kraków: Polskie Wydawnictwo Muzyczne, 1968, s. 90.,
- Lesław Lic: Dla Elizy: zbiór utworów w łatwym układzie na fortepian, keyboard i inne instrumenty. Kraków: Wydawnictwo Marcus, 1995, s. 26.,
- Władysław Kosieradzki, Lesław Lic: Dwadzieścia cztery etiudy na klarnet z towarzyszeniem fortepianu. Kraków: Polskie Wydawnictwo Muzyczne, 1987, s. 152. ISBN 83-224-1063-8.,
- Lesław Lic: Impresje Jazzowe. Kraków: Marcus, s. 91.,
- Lesław Lic: Impresje Jazzowe 2. Kraków: Marcus, s. 22.,
- Lesław Lic: Impresje Jazzowe − Swing. Kraków: Marcus, s. 92.,
- Lesław Lic: Dla Celiny. Kraków: Wydawnictwo Marcus, s. 24.,
- Lesław Lic: Hava Nagila, uśmiechnięta Ewa. Kraków: Marcus, s. 24.,
- Lesław Lic: Klarnet popularna szkoła. Kraków: Polskie Wydawnictwo Muzyczne, 1980, s. 90.

## Filmografia
Jako muzyk, wystąpił w kilku filmach:
- Rozmowy Jazzowe 1957; ZAF „Syrena”, reż. Andrzej Brzozowski[16]
- Na przykład Działoszyn 1964; Wytwórnia Filmów Oświatowych i Programów Edukacyjnych
- Alek, Duduś, Drążek... 1975; Telewizja Polska
- Odczyt, czyli jak zostałem literatem 1986; Telewizja Polska
- Lista Schindlera (epizod)
- „Ja jestem Żyd z Wesela” 2009; (spektakl telewizyjny)

Wykonanie muzyki filmowej
- „Ja jestem Żyd z Wesela” 1993
- „Sprawa Andersa” 1993 (spektakl telewizyjny) − opracowanie muzyczne, wykonanie muzyki
- „Jak być kochaną” 1962; film fabularny − wykonanie muzyki (fortepian), opracowanie muzyczne
- „Królowa przedmieścia” 1972; Spektakl telewizyjny − muzyka
- „Świętoszek zmyślony” 1972; Spektakl telewizyjny − muzyka
- „Na jeziorach” 1966; Film dokumentalny − muzyka
- „Na przykład Działoszyn” 1964; Film dokumentalny − muzyka, dyrygent
- „Złoto” 1961; Film fabularny − dyrygent (zespół instrumentalny)

Nagrody
- Laureat Złotej Kłódki na 11. Festiwalu Filmu Niemego w Krakowie (2009)[5].

## Dyskografia
- Lesław Lic − „Clarinet Klezmer Music” (CD) 2006, Medialogic[18]
- (various) − „Polish Jazz 1946-1956” vol. 4 – From "Improvising Jazz" Series, Early Polish Jazz Piano Players – Polish Jazz Archive Series[8]
- Melomani – „Melomani 1952-1957” (CD) 1999, Jazz Forum Records[8]
- Mlaskoty − „Harce Lajkonika” (CD) 2010, Muzeum Historyczne Miasta Krakowa[19]
- „Spree City Stompers & Hot Club «Melomani»” / „Emil Mangelsdorff Swingtet” – Sopot Jazz Festival – Jazz By The Sea (LP); Polskie Nagrania Muza[8]
- Czerwono-Czarni – „Rarytasy” (CD, Compilation, Remastered) 2000, Andromeda – współautor utworu[8]
- (various) – „Taneczne Rendez-vous” (Vinyl, LP), Pronit − dyrygent[8]